# Кутушев, Ахмет Шагиахметович
Ахмет Шагиахметович Кутушев (баш. Әхмәт Шаһиәхмәт улы Ҡотошов; 1900, Карайганово  Стерлитамакского уезда Уфимской губернии — 1971, Уфа, Башкирская АССР) — башкирский советский журналист, переводчик, лексикограф, преподаватель высшей школы. Участвовал в работе Терминологической комиссии по переводу башкирского алфавита из латинской графики в кириллицу.
Учился по направлению Башкирского областного комитета ВКП(б) во Всесоюзном коммунистическом институте журналистики в Москве, затем работал в газете «Башкортостан», дослужившись до должности заместителя главного редактора. Позднее на протяжении многих лет главный редактор Башкирского книжного издательства. Преподавал мастерство перевода в Башкирской областной партийной школе и в Башкирском государственном университете (ныне Уфимский университет науки и технологий).
Перевёл на башкирский язык «Манифест коммунистической партии», произведения Ги де Мопассана, Александра Дюма, А. П. Чехова, Л. Н. Толстого. Участвовал в подготовке изданного в 1948 г. в Москве «Русско-башкирского словаря», содержавшего около 40000 слов.
Член Союза журналистов СССР (1958), состоял в КПСС.

## Награды и премии
- Орден «Знак Почёта»;
- Почётная грамота Президиума Верховного Совета БАССР (дважды);
- Медаль «За доблестный труд в Великой Отечественной войне 1941—1945 гг».

## Память
В родной деревне Карайганово именем известного земляка названа улица А. Кутушева.